# Pocahontas (Illinois)
Pocahontas – wioska w USA, w stanie Illinois, w hrabstwie Bond. Według spisu z 2000 roku wioskę zamieszkuje 727 osób.

## Geografia
Miasto zajmuje powierzchnię 2 km², z czego 0,1 km² (2,6%) stanowi woda.

## Demografia
Według spisu z 2000 roku miasto zamieszkuje 727 osób skupionych w 309 gospodarstwach domowych, tworzących 194 rodzin. Gęstość zaludnienia wynosi 374,3 osoby/km². W mieście znajdują się 330 budynki mieszkalne, a ich gęstość występowania wynosi 169,9 mieszkania/km². Miasto zamieszkuje 98,62% ludności białej, 0,14% stanowią Afroamerykanie, 0,28% ludności stanowią rdzenni Amerykanie, 0,28% stanowią Azjaci, 0,69% stanowi ludność więcej niż dwóch ras. 
W mieście są 309 gospodarstwa domowe, w których 31,4% stanowią dzieci poniżej 18 roku życia żyjących z rodzicami, 47,2% stanowią małżeństwa, 10,7% stanowią kobiety nie posiadające męża oraz 36,9% stanowią osoby samotne. 30,4% wszystkich gospodarstw domowych składa się z jednej osoby oraz 14,2% żyjących samotnie ma powyżej 65 roku życia. Średnia wielkość gospodarstwa domowego wynosi 2,35 osoby, natomiast rodziny 2,95 osoby. 
Przedział wiekowy kształtuje się następująco: 23,9% stanowią osoby poniżej 18 roku życia, 10,5% stanowią osoby pomiędzy 18 a 24 rokiem życia, 28,5% stanowią osoby pomiędzy 25 a 44 rokiem życia, 21,9% stanowią osoby pomiędzy 45 a 64 rokiem życia oraz 15,3% stanowią osoby powyżej 65 roku życia.   Średni wiek wynosi 37 lat. Na każde 100 kobiet przypada 96,5 mężczyzn. Na każde 100 kobiet powyżej 18 roku życia przypada 93,4 mężczyzn.
Średni dochód dla gospodarstwa domowego wynosi 28 750 dolarów, a dla rodziny wynosi 37 000 dolarów. Dochody mężczyzn wynoszą średnio 27 361 dolarów, a kobiet 16 944 dolarów. Średni dochód na osobę w mieście wynosi 14 562 dolarów. Około 12,5% rodzin i 13,8% populacji miasta żyje poniżej minimum socjalnego, z czego 15,8% jest poniżej 18 roku życia i 17,5% powyżej 65 roku życia.